# Tamás Priskin
Tamás Priskin (Komárno (Tsjecho-Slowakije), 27 september 1986) is een Hongaars voetballer. In 2014 keerde hij terug bij Győri ETO FC, de club waar hij zijn voetbalcarrière begon, nadat hij in het seizoen 2013/14 bij Maccabi Haifa in Israël had gespeeld. In juli 2015 vertrok hij bij Győri en tekende hij een contract bij Slovan Bratislava. In 2005 debuteerde Priskin in het Hongaars voetbalelftal.

## Clubcarrière
Priskin debuteerde in het betaald voetbal op 16-jarige leeftijd bij Győri ETO FC, nadat hij was verhuisd naar Hongarije. Drie jaar later maakte hij een stap naar de Engelse Premier League door verkocht te worden aan Watford FC. Hij kreeg een vierjarig contract nadat hij een goede indruk maakte na een proefperiode.
Hij debuteerde op 19 augustus 2006 in de Premier League in een uitwedstrijd tegen Everton FC. Hij bereidde het eerste doelpunt van dat seizoen voor in die wedstrijd en scoorde twee maanden later op 24 oktober voor het eerst voor Watford, in een duel tegen Hull City AFC in de Football League Cup. Zijn eerste doelpunt in de Premier League volgde op 30 december, ook al werd de wedstrijd later gestopt wegens slechte weersomstandigheden en werd bijgevolg het doelpunt niet meer meegeteld.
In maart 2008 tekende Priskin voor een eenjarig huurcontract van Preston North End FC. In de met 2–1 gewonnen uitwedstrijd tegen Charlton Athletic FC debuteerde hij en in een eveneens met 2–1 gewonnen duel was hij voor het eerst voor Preston trefzeker. Priskin werd teruggeroepen door Watford aan het einde van de huurperiode. Op 14 februari 2009 maakte Priskin in een wedstrijd om de FA Cup tegen Chelsea FC een doelpunt na amper twee minuten op het veld te hebben gestaan.
In de zomer van 2009 tekende Priskin een contract bij Ipswich Town FC. Op 25 augustus maakte hij zijn eerste doelpunt voor de club in een wedstrijd waarin hij een strafschop miste en verloren werd met 1–2 van Peterborough United FC. In februari 2010 werd Priskin verhuurd aan Queens Park Rangers FC. Op 27 maart maakte hij zijn eerste doelpunt voor de Rangers in een 2–2 gelijkspel tegen zijn vorige club Preston North End.
In januari 2012 werd Priskin ontbonden van zijn contract met Ipswich Town. Enkele dagen later vertrok hij naar de Russische voetbalclub Alania Vladikavkaz. In drie seizoenen kwam hij weinig aan spelen toe, waarna hij vertrok naar het Oostenrijkse Austria Wien. Die club leende hem direct uit aan het Israëlische Maccabi Haifa, waar hij in het seizoen 2013/14 nog elf competitieduels meespeelde. In juli 2014 verliet Priskin Israël; hij keerde niet terug bij Austria Wien, maar tekende een contract bij Győri ETO FC, waar hij in 2001 zijn carrière in het betaald voetbal was begonnen. In het seizoen 2013/14 van de Nemzeti Bajnokság was Priskin elfmaal trefzeker in 27 competitiewedstrijden.

## Interlandcarrière
Op 17 augustus 2005 debuteerde Priskin in het Hongaars voetbalelftal in een vriendschappelijke interland tegen Argentinië (1–2 verlies). Na 2007 werd hij nauwelijks opgeroepen, tot hij in 2008 en 2009 succes boekte met Watford en de WK-kwalificatiewedstrijden tegen Albanië en Malta mocht spelen. Op 7 september 202 werd hij door bondscoach Sándor Egervári weer opgesteld in de WK-kwalificatiewedstrijd tegen Andorra. In deze met 5–0 gewonnen wedstrijd maakte hij het vierde doelpunt en kwam daarmee op twaalf treffers in totaal. Op 4 juni 2014 was hij in de oefeninterland tegen Albanië (1–0) de matchwinner: het enige doelpunt viel in de 82ste minuut, toen Priskin een strafschop benutte. Met Hongarije nam Priskin in juni 2016 deel aan het Europees kampioenschap voetbal 2016. Hongarije werd in de achtste finale uitgeschakeld door België (0–4), nadat het in de groepsfase als winnaar boven IJsland en Portugal was geëindigd.